# Landa (paroisse)

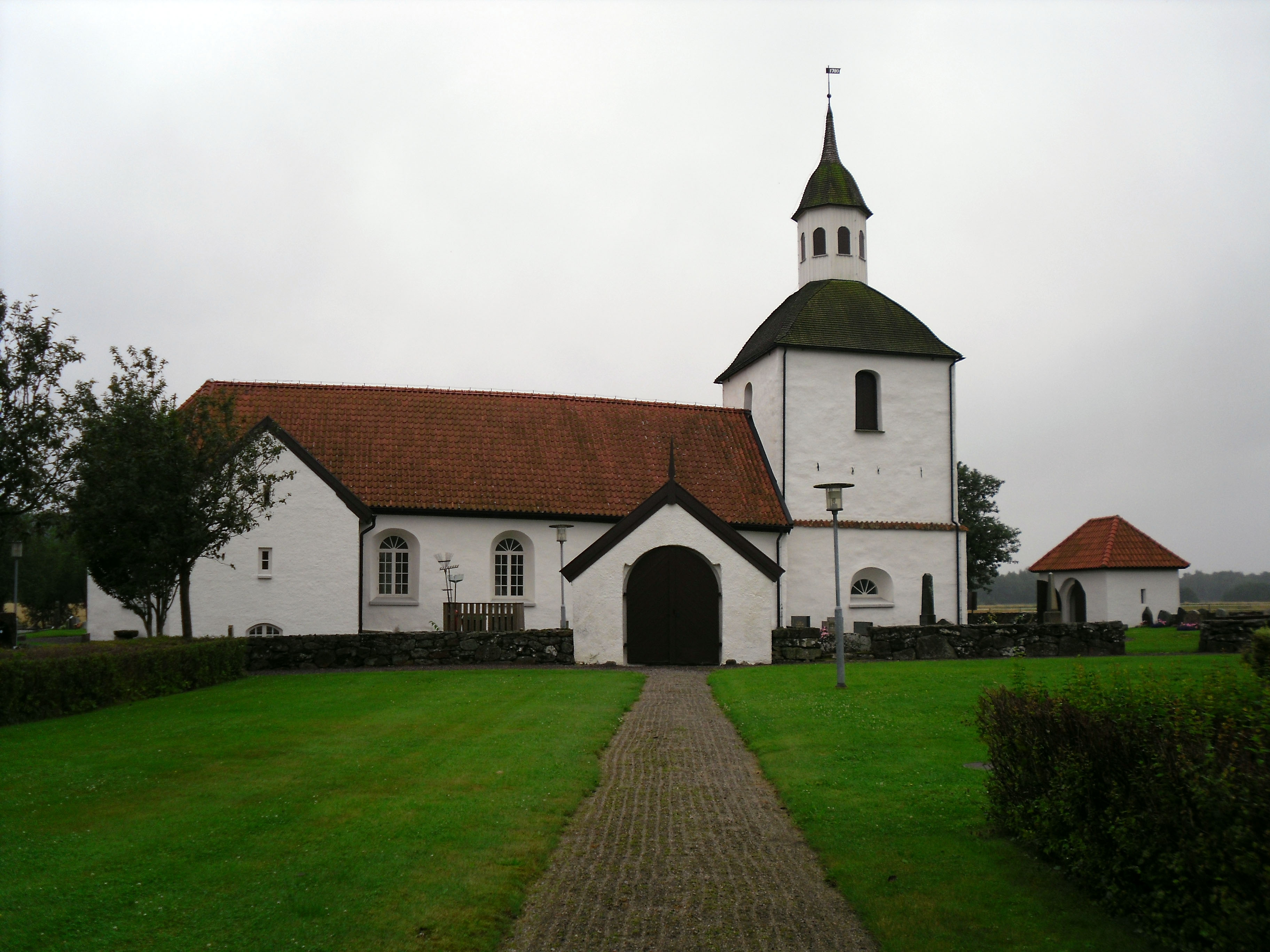
Vue de l'église de Landa en 2009.

Landa  est une paroisse de l'ouest de la Suède, située au nord du comté de Halland, sur le territoire de la commune de Kungsbacka. Sa superficie est de 1 768 hectares.

## Paroisses limitrophes
- Ölmevalla (au nord-ouest)
- Gällinge (au nord-est)
- Frillesås (au sud-est)

## Démographie
| Année      | 1884 | 1896 | 1910 | 2006 |
| ---------- | ---- | ---- | ---- | ---- |
| Population | 785  | 710  | 561  | 884  |

## Lieux et monuments
- Présence de tumuli et d'alignements de pierres datant de l'âge du bronze
- Église médiévale agrandie entre 1788 et 1794